# Серёдка (Псковский район)
Серёдка — село в Псковском районе Псковской области России. Административный центр Серёдкинской волости Псковского района. До 1916 года именовалось Маслогостицы — это название осталось закреплённым за бывшей железнодорожной станцией, ныне деревней Маслогостицы в 4 км к югу.
Расположено в 42 км к северу от Пскова.
В селе действует средняя общеобразовательная школа. Основные места работы жителей села — исправительно-трудовая колония строгого режима и психоневрологический интернат .

## Население
| 1939 | 2001  | 2002  | 2010  | 2017  | 2021  |
| ---- | ----- | ----- | ----- | ----- | ----- |
| 1040 | ↗2483 | ↗3831 | ↘3253 | ↘2399 | ↘1818 |

## История
В истории известно, как село (или как погост) Маслогостицы, именовавшееся так до 1916 года.
В писцовой книге 1585-1587 годов в Мыслогостицкой губе Кобыльского уезда упоминается погост с церковью Николая Чудотворца. В межевых книгах 1786 года местность в окружении села также называлась Маслогостицкой губой.
В XIX веке при Николаевской церкви в Маслогостицах ещё имелся колокол времен Иоанна Грозного с текстом: «Лета 7065(1553), марта в 30 день, Божиею милостию, слит бысть колокол при царе и Великом Князе Иване Васильевиче Всея Руси и при Архиепископе Пимене великого Новгорода и Пскова. Лил Стефан Лаврентьев сын.», а на иконе Николая Чудотворца существовала надпись, относящаяся к началу XVII века.
Находившаяся в Маслогостицах до 1858 деревянная церковь была устроена в 1615 Сергием Гурьевым Воронцовым, а в 1699 женою Никиты Воронцова, Мариею Даниловною, поновлены в ней иконы. В 1856 деревянная церковь уничтожена и заложен новый каменный храм; в 1858 году 20 декабря он освящен благочинным гдовским протоиереем Феодором Алексеевым Быстреевским.
В 1927—1958 годах было центром Серёдкинского района.

#### Транспорт
Железная дорога от Пскова до Нарвы, действовала с 1916 по 1942 г. и после войны восстановлена не была. В 1950-е - 1980-е близ села работал грунтовый аэродром, сообщавший село с Псковом и Гдовом регулярными рейсами на самолётах Ан-2. В настоящее время до села можно добраться автобусом.